# Resolutie 2411 Veiligheidsraad Verenigde Naties
Resolutie 2411 van de Veiligheidsraad van de Verenigde Naties werd unaniem aangenomen op 13 april 2018. Deze resolutie verlengde de uitbreiding van het mandaat van de UNISFA-vredesmacht inzake de ondersteuning van het Gezamenlijk Grenstoezichtsmechanisme (JBVMM) in de regio Abyei op de grens tussen Soedan en Zuid-Soedan met tien dagen.

## Standpunten
De Verenigde Staten waren tegen deze verlenging gekant en wilden de UNISFA-vredesmacht laten inkrimpen, omdat niet aan alle met resolutie 2386 (2017) gestelde voorwaarden was voldaan.
Secretaris-generaal António Guterres had gerapporteerd dat in de voorbije maanden grote vooruitgang was geboekt in de uitrol van het JBVMM. UNISFA was ook een van de lopende vredesmissies die onder de loep werden genomen in het kader van strategische gesprekken binnen de Veiligheidsraad.
Ethiopië, veruit de grootste troepenleverancier van de vredesmacht en op dat moment tijdelijk lid van de Veiligheidsraad, was net als de meeste andere leden van de Raad voor verlenging. Ook Soedan en de Afrikaanse Unie gaven aan voorstander van verdere verlenging te zijn. UNISFA fungeerde als de facto overheid in Abyei en zorgde er voor stabiliteit. Het terugtrekken van de vredesmacht zou van Abyei een niemandsland maken en de Zuid-Soedanese burgeroorlog terug kunnen doen oplaaien. Ethiopië stelde een verlenging met een maand voor, maar de VS beperkten dat tot tien dagen.
De volgende resolutie verlengde de uitbreiding opnieuw met een half jaar. Wel werden er opnieuw een aantal voorwaarden gekoppeld aan verdere verlenging daarna, om Soedan en Zuid-Soedan aan te sporen voort te maken met de afbakening van hun gezamenlijke grens.

## Achtergrond
Al in de jaren 1950 was het zwarte zuiden van Soedan in opstand gekomen tegen het overheersende Arabische noorden. De vondst van aardolie in het zuiden maakte het conflict er enkel maar moeilijker op. In 2002 kwam er een staakt-het-vuren en werden afspraken gemaakt over de verdeling van de olie-inkomsten. Verschillende rebellengroepen waren hiermee niet tevreden en in 2003 ontstond het conflict in Darfur tussen deze rebellen en de door de regering gesteunde janjaweed-milities. Die laatsten gingen over tot etnische zuiveringen. In de daaropvolgende jaren werden in Darfur grove mensenrechtenschendingen gepleegd, waardoor miljoenen mensen op de vlucht sloegen.
In februari 2011 stemde een overgrote meerderheid van de inwoners van Zuid-Soedan in een referendum voor onafhankelijkheid. De regio Abyei, die tussen Noord- en Zuid-Soedan lag, werd echter door beide partijen opgeëist. Dit leidde tot veel geweld, waardoor meer dan 100.000 inwoners op de vlucht sloegen.

## Inhoud
De Veiligheidsraad besliste UNISFA's mandaat zoals vastgelegd in de resoluties 2024 (2011) en 2075 (2012) te verlengen tot 23 april 2018.
Lijst ·  2398 ·  2399 ·  2400 ·  2401 ·  2402 ·  2403 ·  2404 ·  2405 ·  2406 ·  2407 ·  2408 ·  2409 ·  2410 ·  2411 ·  2412 ·  2413 ·  2414 ·  2415 ·  2416 ·  2417 ·  2418 ·  2419 ·  2420 ·  2421 ·  2422 ·  2423 ·  2424 ·  2425 ·  2426 ·  2427 ·  2428 ·  2429 ·  2430 ·  2431 ·  2432 ·  2433 ·  2434 ·  2435 ·  2436 ·  2437 ·  2438 ·  2439 ·  2440 ·  2441 ·  2442 ·  2443 ·  2444 ·  2445 ·  2446 ·  2447 ·  2448 ·  2449 ·  2450 ·  2451